# Through The Fog
Through The Fog는 2016년 게임이다. Dancing Line의 원조 격이라고 할 수 있는 게임이다.